# Temporada 2009 de Fórmula 1
Resultats de la Fórmula 1 a la temporada 2009.

## Sistema de puntuació
Tot i que inicialment s'havia proposat que per la competició de l'any 2009 es canviés la fórmula utilitzada per decidir el pilot campió del món (ho seria qui guanyés més curses al llarg de la temporada, en cas d'empat a victòries, s'hauria decidit segons la puntuació), la FIA ha decidit fer marxa enrere i continuar decidint-lo com fins aquesta temporada, segons el sistema de punts: se n'adjudiquen als vuit primers llocs de cada cursa (10, 8, 6, 5, 4, 3, 2 i 1, respectivament), segons la posició al final de cursa.
El Campionat del món de constructors es decidirà sumant els punts aconseguits pels pilots de cada escuderia.

## Calendari
| Nº | Nom       | Circuit                      | Lloc         | Data           | Pole                 | Volta ràpida       | Pilot guanyador    | Equip guanyador    | Resultats |
| -- | --------- | ---------------------------- | ------------ | -------------- | -------------------- | ------------------ | ------------------ | ------------------ | --------- |
| 1  | Austràlia | Albert Park                  | Melbourne    | 29 de març     | Jenson Button        | Nico Rosberg       | Jenson Button      | Brawn GP           | Resultats |
| 2  | Malàisia  | Sepang                       | Kuala Lumpur | 5 d'abril      | Jenson Button        | Jenson Button      | Jenson Button      | Brawn GP           | Resultats |
| 3  | Xina      | Internacional de Xangai      | Xangai       | 19 d'abril     | Sebastian Vettel     | Rubens Barrichello | Sebastian Vettel   | Red Bull           | Resultats |
| 4  | Bahrain   | Internacional de Bahrain     | Al-Manama    | 26 d'abril     | Jarno Trulli         | Jarno Trulli       | Jenson Button      | Brawn GP           | Resultats |
| 5  | Espanya   | Catalunya                    | Montmeló     | 10 de maig     | Jenson Button        | Rubens Barrichello | Jenson Button      | Brawn GP           | Resultats |
| 6  | Mònaco    | Urbà de Montecarlo           | Montecarlo   | 24 de maig     | Jenson Button        | Felipe Massa       | Jenson Button      | Brawn GP           | Resultats |
| 7  | Turquia   | Istanbul Park                | Istanbul     | 7 de juny      | Sebastian Vettel     | Jenson Button      | Jenson Button      | Brawn GP           | Resultats |
| 8  | Gran Br.  | Silverstone                  | Silverstone  | 21 de juny     | Sebastian Vettel     | Sebastian Vettel   | Sebastian Vettel   | Red Bull           | Resultats |
| 9  | Alemanya  | Nürburgring                  | Nürburg      | 12 de juliol   | Mark Webber          | Fernando Alonso    | Mark Webber        | Red Bull           | Resultats |
| 10 | Hongria   | Hungaroring                  | Budapest     | 26 de juliol   | Fernando Alonso      | Mark Webber        | Lewis Hamilton     | McLaren- Mercedes  | Resultats |
| 11 | Europa    | Urbà de València             | València     | 23 d'agost     | Lewis Hamilton       | Timo Glock         | Rubens Barrichello | Brawn GP           | Resultats |
| 12 | Bèlgica   | Spa-Francorchamps            | Spa          | 30 d'agost     | Giancarlo Fisichella | Sebastian Vettel   | Kimi Raikkonen     | Ferrari            | Resultats |
| 13 | Itàlia    | Autodromo Nazionale di Monza | Monza        | 13 de setembre | Lewis Hamilton       | Adrian Sutil       | Rubens Barrichello | Brawn GP           | Resultats |
| 14 | Singapur  | Marina Bay                   | Singapur     | 27 de setembre | Lewis Hamilton       | Fernando Alonso    | Lewis Hamilton     | Mclaren - Mercedes | Resultats |
| 15 | Japó      | Suzuka                       | Suzuka       | 4 d'octubre    | Sebastian Vettel     | Mark Webber        | Sebastian Vettel   | Red Bull           | Resultats |
| 16 | Brasil    | Carlos Pace de Interlagos    | Sao Paulo    | 18 d'octubre   | Rubens Barrichello   | Mark Webber        | Mark Webber        | Red Bull           | Resultats |
| 17 | Abu Dhabi | Yas Island                   | Abu Dhabi    | 1 de novembre  | Lewis Hamilton       | Sebastian Vettel   | Sebastian Vettel   | Red Bull           | Resultats |

## Mundial de Pilots
| Pos | Pilot           | Equip                | AUS · | MAL² · | XIN · | BHR · | ESP · | MON · | TUR · | GBR · | GER · | HUN · | EUR · | BEL · | ITA · | SIN · | JPN · | BRA · | ABU · | Pts  |
| --- | --------------- | -------------------- | ----- | ------ | ----- | ----- | ----- | ----- | ----- | ----- | ----- | ----- | ----- | ----- | ----- | ----- | ----- | ----- | ----- | ---- |
| 1   | Button          | Brawn GP F1 Team     | 1     | 1      | 3     | 1     | 1     | 1     | 1     | 6     | 5     | 7     | 7     | Ret   | 2     | 5     | 8     | 5     | 3     | 95   |
| 2   | Vettel          | Red Bull Renault     | 13†   | 15†    | 1     | 2     | 4     | Ret   | 3     | 1     | 2     | Ret   | Ret   | 3     | 8     | 4     | 1     | 4     | 1     | 84   |
| 3   | Barrichello     | Brawn GP F1 Team     | 2     | 5      | 4     | 5     | 2     | 2     | Ret   | 3     | 6     | 10    | 1     | 7     | 1     | 6     | 7     | 8     | 4     | 77   |
| 4   | Webber          | Red Bull Renault     | 12    | 6      | 2     | 11    | 3     | 5     | 2     | 2     | 1     | 3     | 9     | 9     | Ret   | Ret   | 17    | 1     | 2     | 69.5 |
| 5   | Hamilton        | Mercedes McLaren     | DSQ   | 7      | 6     | 4     | 9     | 12    | 13    | 16    | 18    | 1     | 2     | Ret   | 12†   | 1     | 3     | 3     | Ret   | 49   |
| 6   | Räikkönen       | Ferrari              | 15†   | 14     | 10    | 6     | Ret   | 3     | 9     | 8     | Ret   | 2     | 3     | 1     | 3     | 10    | 4     | 6     | 12    | 48   |
| 6   | Rosberg         | Williams Toyota      | 6     | 8      | 15    | 9     | 8     | 6     | 5     | 5     | 4     | 4     | 5     | 8     | 16    | 11    | 5     | Ret   | 9     | 34.5 |
| 8   | Trulli          | Toyota               | 3¹    | 4      | Ret   | 3     | Ret   | 13    | 4     | 7     | 17    | 8     | 13    | Ret   | 14    | 12    | 2     | Ret   | 7     | 32.5 |
| 9   | Alonso          | Renault              | 5     | 11     | 9     | 8     | 5     | 7     | 10    | 14    | 7     | Ret   | 6     | Ret   | 5     | 3     | 10    | Ret   | 14    | 26   |
| 10  | Glock           | Toyota               | 4     | 3      | 7     | 7     | 10    | 10    | 8     | 9     | 9     | 6     | 14    | 10    | 11    | 2     | NVS   | LES   | LES   | 24   |
| 11  | Massa           | Ferrari              | Ret   | 9      | Ret   | 14    | 6     | 4     | 6     | 4     | 3     | LES   | LES   | LES   | LES   | LES   | LES   | LES   | LES   | 22   |
| 12  | Kovalainen      | Mercedes McLaren     | Ret   | Ret    | 5     | 12    | Ret   | Ret   | 14    | Ret   | 8     | 5     | 4     | 6     | 6     | 7     | 11    | 12    | 11    | 22   |
| 13  | Heidfeld        | BMW Sauber           | 10    | 2      | 12    | 19    | 7     | 11    | 11    | 15    | 10    | 11    | 11    | 5     | 7     | Ret   | 6     | Ret   | 5     | 19   |
| 14  | Kubica          | BMW Sauber           | 14†   | Ret    | 13    | 18    | 11    | Ret   | 7     | 13    | 14    | 13    | 8     | 4     | Ret   | 8     | 9     | 2     | 10    | 17   |
| 15  | Fisichella§     | Force India/Ferrari  | 11    | 18†    | 14    | 15    | 14    | 9     | Ret   | 10    | 11    | 14    | 12    | 2     | 9     | 13    | 12    | 10    | 16    | 8    |
| 16  | Buemi           | Toro Rosso - Ferrari | 7     | 16†    | 8     | 17    | Ret   | Ret   | 15    | 18    | 16    | 16    | Ret   | 12    | 13†   | Ret   | Ret   | 7     | 8     | 6    |
| 17  | Sutil           | Force India Mercedes | 9     | 17     | 17†   | 16    | Ret   | 14    | 17    | 17    | 15    | Ret   | 10    | 11    | 4     | Ret   | 13    | Ret   | 17    | 5    |
| 18  | Kamui Kobayashi | Toyota               |       |        |       |       |       |       |       |       |       |       |       |       |       |       | Prac. | 9     | 6     | 3    |
| 19  | Bourdais        | Toro Rosso Ferrari   | 8     | 10     | 11    | 13    | Ret   | 8     | 18    | Ret   | Ret   |       |       |       |       |       |       |       |       | 2    |
| 20  | Nakajima        | Williams - Toyota    | Ret   | 12     | Ret   | Ret   | 13    | 15†   | 12    | 11    | 12    | 9     | 18    | 13    | 10    | 9     | 15    | Ret   | 13    | 0    |
| 21  | Piquet          | Renault              | Ret   | 13     | 16    | 10    | 12    | Ret   | 16    | 12    | 13    | 12    |       |       |       |       |       |       |       | 0    |
| 22  | Liuzzi          | Force India Mercedes |       |        |       |       |       |       |       |       |       |       |       |       | Ret   | 14    | 14    | 11    | 15    | 0    |
| 23  | Grosjean        | Renault              |       |        |       |       |       |       |       |       |       |       | 15    | Ret   | 15    | Ret   | 16    | 13    | 18    | 0    |
| 24  | Alguersuari     | Toro Rosso Ferrari   |       |        |       |       |       |       |       |       |       | 15    | 16    | Ret   | Ret   | Ret   | Ret   | 14    | Ret   | 0    |
| 25  | Badoer          | Ferrari              |       |        |       |       |       |       |       |       |       |       | 17    | 14    |       |       |       |       |       | 0    |
| Pos | Pilot           | Equip                | AUS · | MAL² · | XIN · | BHR · | ESP · | MON · | TUR · | GBR · | GER · | HUN · | EUR · | BEL · | ITA · | SIN · | JPN · | BRA · | ABU · | Pts  |

En negreta, el conductor va marcar la pole; en cursiva, va marcar la volta ràpida.
† Aquests conductors no van acabar la cursa, però estan classificats perquè en van completar més d'un 90%.
§ Amb Force India d'Austràlia fins a Bèlgica; Ferrari del GP d'Itàlia en endavant.
- Nota 1: Jarno Trulli va rebre 25 segons de penalització perquè va avançar mentre el safety car era a la pista.[2] Després que Toyota recorregués la sanció, la FIA va decidir anul·lar la sanció a Trulli i excloure Hamilton perquè van considerar que Hamilton va mentir en la primera investigació[3]

- Nota 2: La cursa es va suspendre per la pluja. Com que no s'havia completat el 75% de la carrera, els pilots van guanyar només la meitat dels punts que els correspondrien.[4]

## Mundial de Constructors
| Pos | Escuderia            | Pilot                   | N. cotxe | AUS · | MAL¹ · | XIN · | BHR · | ESP · | MON · | TUR · | GBR · | GER · | HUN · | EUR · | BEL · | ITA · | SIN · | JPN · | BRA · | ABU · | Pts   |
| --- | -------------------- | ----------------------- | -------- | ----- | ------ | ----- | ----- | ----- | ----- | ----- | ----- | ----- | ----- | ----- | ----- | ----- | ----- | ----- | ----- | ----- | ----- |
| 1   | Brawn GP F1 Team     | Button                  | 22       | 1     | 1      | 3     | 1     | 1     | 1     | 1     | 6     | 5     | 7     | 7     | Ret   | 2     | 5     | 8     | 5     | 3     | 172   |
| 1   | Brawn GP F1 Team     | Barrichello             | 23       | 2     | 5      | 4     | 5     | 2     | 2     | Ret   | 3     | 6     | 10    | 1     | 7     | 1     | 6     | 7     | 8     | 4     | 172   |
| 2   | Red Bull-Renault     | Webber                  | 14       | 12    | 6      | 2     | 11    | 3     | 6     | 2     | 2     | 1     | 3     | 11    | 9     | Ret   | Ret   | 17    | 1     | 2     | 153,5 |
| 2   | Red Bull-Renault     | Vettel                  | 15       | 13    | 15     | 1     | 2     | 4     | Ret   | 3     | 1     | 2     | Ret   | Ret   | 3     | 8     | 4     | 1     | 4     | 1     | 153,5 |
| 3   | McLaren-Mercedes     | Hamilton                | 1        | DSQ   | 7      | 6     | 4     | 9     | 12    | 13    | 16    | 18    | 1     | 2     | Ret   | 12    | 3     | 3     | 1     | Ret   | 71    |
| 3   | McLaren-Mercedes     | Kovalainen              | 2        | Ret   | Ret    | 5     | 12    | Ret   | Ret   | 14    | Ret   | 8     | 5     | 4     | 6     | 6     | 7     | 11    | 12    | 11    | 71    |
| 4   | Ferrari              | Massa/Badoer/Fisichella | 3        | Ret   | 9      | Ret   | 14    | 6     | 4     | 6     | 4     | 3     | LES   | 17    | 14    | 9     | 13    | 12    | 10    | 16    | 70    |
| 4   | Ferrari              | Raikkonen               | 4        | 15    | 14     | 10    | 6     | Ret   | 3     | 10    | 8     | Ret   | 2     | 3     | 1     | 3     | 10    | 4     | 6     | 12    | 70    |
| 5   | Toyota               | Trulli                  | 9        | 3     | 4      | Ret   | 3     | Ret   | 13    | 4     | 7     | 17    | 8     | 13    | Ret   | 14    | 12    | 2     | Ret   | 7     | 59,5  |
| 5   | Toyota               | Glock / Kobayashi       | 10       | 4     | 3      | 7     | 7     | 10    | 10    | 8     | 9     | 9     | 6     | 14    | 10    | 11    | 2     | NVS   | 9     | 6     | 59,5  |
| 6   | BMW Sauber           | Kubica                  | 5        | 14    | Ret    | 13    | 18    | 11    | Ret   | 7     | 13    | 14    | 13    | 8     | 4     | Ret   | 8     | 9     | 2     | 10    | 36    |
| 6   | BMW Sauber           | Heidfeld                | 6        | 10    | 2      | 12    | 19    | 7     | 11    | 11    | 15    | 10    | 11    | 11    | 5     | 7     | Ret   | 6     | Ret   | 5     | 36    |
| 6   | Williams-Toyota      | Rosberg                 | 16       | 6     | 8      | 15    | 9     | 8     | 6     | 5     | 5     | 4     | 4     | 5     | 8     | 16    | 11    | 5     | Ret   | 9     | 34,5  |
| 6   | Williams-Toyota      | Nakajima                | 17       | Ret   | 12     | Ret   | Ret   | 13    | 15    | 12    | 11    | 12    | 9     | 18    | 10    | 10    | 9     | 15    | Ret   | 13    | 34,5  |
| 8   | Renault              | Alonso                  | 7        | 5     | 11     | 9     | 8     | 5     | 7     | 10    | 14    | 7     | Ret   | 6     | Ret   | 5     | 3     | 10    | Ret   | 14    | 26    |
| 8   | Renault              | Piquet/Grosjean         | 8        | Ret   | 13     | 16    | 10    | 12    | Ret   | 16    | 12    | 13    | 12    | 15    | Ret   | 15    | Ret   | 16    | 13    | 18    | 26    |
| 9   | Force India-McLaren  | Sutil                   | 20       | 9     | 17     | 17    | 16    | Ret   | 14    | 17    | 17    | 15    | Ret   | 10    | 11    | 4     | Ret   | 13    | Ret   | 17    | 13    |
| 9   | Force India-McLaren  | Fisichella/Liuzzi       | 21       | 11    | 18     | 14    | 15    | 14    | 9     | Ret   | 10    | 11    | 14    | 12    | 2     | Ret   | 14    | 14    | 11    | 15    | 13    |
| 10  | Toro Rosso - Ferrari | Bourdais / Alguersuari  | 11       | 8     | 10     | 11    | 13    | Ret   | 8     | 18    | Ret   | Ret   | 15    | 16    | Ret   | Ret   | Ret   | Ret   | 14    | Ret   | 8     |
| 10  | Toro Rosso - Ferrari | Buemi                   | 12       | 7     | 16     | 8     | 17    | Ret   | Ret   | 15    | 18    | 16    | 16    | Ret   | 12    | 13    | Ret   | Ret   | 7     | 8     | 8     |
| Pos | Equip                | Pilot                   | N. cotxe | AUS · | MAL¹ · | XIN · | BHR · | ESP · | MON · | TUR · | GBR · | GER · | HUN · | EUR · | BEL · | ITA · | SIN · | JPN · | BRA · | ABU · | Pts   |

- Nota 1: La cursa es va suspendre per la pluja. Com que no s'havia completat el 75% de la carrera, els pilots van guanyar només la meitat dels punts que els correspondrien.[4]

## Estadístiques

### Pilots
| Pos | Pilot                | Equip                          | Curses iniciades | Curses acabades | Victòries | Podis | Poles | V Ràpides | Punts |
| --- | -------------------- | ------------------------------ | ---------------- | --------------- | --------- | ----- | ----- | --------- | ----- |
| 1   | Jenson Button        | Brawn-Mercedes                 | 17               | 16              | 6         | 9     | 4     | 2         | 95    |
| 2   | Sebastian Vettel     | Red Bull-Renault               | 17               | 14              | 4         | 8     | 4     | 3         | 84    |
| 3   | Rubens Barrichello   | Brawn-Mercedes                 | 17               | 16              | 2         | 7     | 1     | 2         | 77    |
| 4   | Mark Webber          | Red Bull-Renault               | 17               | 15              | 2         | 8     | 1     | 3         | 69.5  |
| 5   | Lewis Hamilton       | McLaren-Mercedes               | 17               | 13              | 2         | 5     | 4     | 0         | 49    |
| 6   | Kimi Räikkönen       | Ferrari                        | 17               | 14              | 1         | 5     | 0     | 0         | 48    |
| 7   | Nico Rosberg         | Williams-Toyota                | 17               | 16              | 0         | 0     | 0     | 1         | 34.5  |
| 8   | Jarno Trulli         | Toyota                         | 17               | 13              | 0         | 3     | 1     | 1         | 32.5  |
| 9   | Fernando Alonso      | Renault                        | 17               | 14              | 0         | 1     | 1     | 2         | 26    |
| 10  | Timo Glock           | Toyota                         | 14‡              | 14              | 0         | 2     | 0     | 1         | 24    |
| 11  | Felipe Massa         | Ferrari                        | 9†               | 7               | 0         | 1     | 0     | 1         | 22    |
| 12  | Heikki Kovalainen    | McLaren-Mercedes               | 17               | 12              | 0         | 0     | 0     | 0         | 22    |
| 13  | Nick Heidfeld        | BMW Sauber                     | 17               | 15              | 0         | 1     | 0     | 0         | 19    |
| 14  | Robert Kubica        | BMW Sauber                     | 17               | 13              | 0         | 1     | 0     | 0         | 17    |
| 15  | Giancarlo Fisichella | Force India-Mercedes · Ferrari | 17               | 15              | 0         | 1     | 1     | 0         | 8     |
| 16  | Sébastien Buemi      | Toro Rosso-Ferrari             | 17               | 11              | 0         | 0     | 0     | 0         | 6     |
| 17  | Adrian Sutil         | Force India-Mercedes           | 17               | 12              | 0         | 0     | 0     | 1         | 5     |
| 18  | Kamui Kobayashi      | Toyota                         | 2                | 2               | 0         | 0     | 0     | 0         | 3     |
| 19  | Sébastien Bourdais   | Toro Rosso-Ferrari             | 9                | 6               | 0         | 0     | 0     | 0         | 2     |
| 20  | Kazuki Nakajima      | Williams-Toyota                | 17               | 12              | 0         | 0     | 0     | 0         | 0     |
| 21  | Nelsinho Piquet      | Renault                        | 10               | 8               | 0         | 0     | 0     | 0         | 0     |
| 22  | Vitantonio Liuzzi    | Force India-Mercedes           | 5                | 4               | 0         | 0     | 0     | 0         | 0     |
| 23  | Romain Grosjean      | Renault                        | 7                | 5               | 0         | 0     | 0     | 0         | 0     |
| 24  | Jaime Alguersuari    | Toro Rosso-Ferrari             | 8                | 3               | 0         | 0     | 0     | 0         | 0     |
| 25  | Luca Badoer          | Ferrari                        | 2                | 2               | 0         | 0     | 0     | 0         | 0     |

### Constructors
| Pos | Equip            | Xassís | Motor    | Curses iniciades | Curses acabades | Victories | Podis | Poles | Voltes ràpides | Punts |
| --- | ---------------- | ------ | -------- | ---------------- | --------------- | --------- | ----- | ----- | -------------- | ----- |
| 1   | Brawn GP F1 Team | BGP001 | Mercedes | 34               | 32              | 8         | 15    | 5     | 4              | 172   |
| 2   | Red Bull         | RB5    | Renault  | 34               | 29              | 6         | 16    | 5     | 6              | 153,5 |
| 3   | McLaren          | MP4-24 | Mercedes | 34               | 25              | 2         | 5     | 4     | 0              | 71    |
| 4   | Ferrari          | F60    | Ferrari  | 33               | 28              | 1         | 6     | 0     | 1              | 70    |
| 5   | Toyota           | TF109  | Toyota   | 33               | 29              | 0         | 5     | 1     | 2              | 59,5  |
| 6   | BMW Sauber       | F1.09  | BMW      | 34               | 28              | 0         | 2     | 0     | 0              | 36    |
| 7   | Williams         | FW31   | Toyota   | 34               | 29              | 0         | 0     | 0     | 1              | 34,5  |
| 8   | Renault          | R29    | Renault  | 34               | 27              | 0         | 1     | 1     | 2              | 26    |
| 9   | Force India      | VJM02  | Mercedes | 34               | 26              | 0         | 1     | 1     | 1              | 13    |
| 10  | Toro Rosso       | STR4   | Ferrari  | 34               | 20              | 0         | 0     | 0     | 0              | 8     |